# Kosei Nishihira
Kosei Nishihira era un maestro en artes marciales de Okinawa, en las disciplinas de Shōrin-ryū Matsumura Seito Karate y Kobudo.

## Biografía
Kosei Nishihira nació el 10 de junio de 1942 en una pequeña localidad cerca de Yonabaru, al sur de Okinawa, en Japón. Desde que tenía 15 años, estudio el estilo “ortodoxo” de karate conocido como Shorin Ryu Matsumura Seito con el maestro Hohan Sōken.
El estilo que Nishihira aprendió era muy difícil, y solo al alcance de unos pocos, cuidadosamente seleccionados  “uchi-deshi” (estudiantes internos). Algunos estudiantes externos de Japón y de Estados Unidos de América también lo aprendieron, pero sin algunas de las técnicas y entrenamientos considerados demasiado peligrosos para el uso general.
Cuando tenía 30 años se casó con la hija de un experto de Kobudo de Okinawa, y tuvieron dos hijos.  También abrió una tienda "bentoyasan" (de comidas a domicilio) en Nishihara, cerca de la casa de su “Sensei” Hohan Soken, y a pesar de estar muy ocupado en el día a día, practicaba karate asiduamente con compromiso y pasión.  Su diligencia y dedicación le llevaron a conseguir una estrecha relación con su maestro Soken, tanto que Nishihira le solía llamar “Tan-mei” (tio). Nishihira siempre estuvo muy próximo al gran maestro Soken hasta el momento de su muerte, cuidándole durante su ancianidad.
A lo largo de su vida, Nishihira a menudo se midió con oponentes más fuertes que el, a quienes consiguió vencer gracias al entrenamiento de su Gran Maestro Soken. Él era perfectamente consciente de la efectividad de sus técnicas, y no tuvo necesidad de crear un estilo diferenciado.
A pesar de que se mantuvo en perfil bajo durante muchos años, Kosei Nishihira se convirtió en un Gran Maestro, reconocido internacionalmente como el heredero del Gran Maestro del Soken de Karate Matsumura Seito. Gracias a su comportamiento reservado y humilde, pudo mantenerse fiel al deseo de su Maestro de no promocionar su estilo, sino solo enseñárselo a los estudiantes que lo merecieran.  Su compromiso con este paradigma fue tal que sus vecinos nunca supieron que era un karateka mundialmente famoso.
Nishihira Kosei Sensei continuó su entrenamiento hasta el 14 de mayo de 2007, y a al edad de 64 años falleció.
Muchos maestros karatekas en el mundo reclaman ahora haber sido alumnos del maestro Nishihira antes de su muerte, pero el solo reconoció un pequeño número de maestros entre sus estudiantes, como por ejemplo Giuseppe Meloni (representante para Europa), Ricky Rose (U.S.A.), Theodore Lange (Australia) y Richard Boyden. Ambos Ricky Rose y Theodore Lange fueron también alumnos del maestro Soken Hohan.